# Departamento de San Pedro (Paraguay)
San Pedro es uno de los diecisiete departamentos que, junto con Asunción, Distrito Capital, forman la República del Paraguay. Su capital es San Pedro de Ycuamandiyú y su ciudad más poblada, San Estanislao. Está ubicado en el centro de la región oriental del país, limitando al norte con Concepción, al noreste con Amambay, al este con Canindeyú, al sur con Caaguazú y Cordillera, y al oeste con el río Paraguay que lo separa de Presidente Hayes. Con 341 895 habitantes en 2022 es el quinto departamento más poblado, y con 20 002 km² es el cuarto más extenso, por detrás de Boquerón, Alto Paraguay y Presidente Hayes.

## Historia
En los siglos XVII y XVIII en esta zona se vivía la misma gran inestabilidad política y poblacional que en el Departamento de Concepción.
La tribu Mbayá y los Payaguá, canoeros, amenazaban la zona comprendida entre los ríos Ypané, al norte; Manduvirá al sur, y toda la cuenca del río Jejuí.
Los indígenas en 1660 se sublevaron en Arecayá, contra el sistema de encomiendas (mita y yanaconato), ocasionando la desaparición de ese pueblo. Para recuperar la zona, se fundaron y poblaron las siguientes misiones: San Estanislao en 1749, Villa del Rosario, en 1786 y más tarde, San Pedro de Ycuamandiyú en 1786.
Por ley en 1906 se creó el Departamento de San Pedro, que abarcaba los territorios partidos de Itacurubí del Rosario, Santa Rosa del Aguaray, Tacuatí, Unión, Ygatimí y Curuguaty. También abarcaba la zona de Canindeyú. En 1973 se determinaron los límites actuales de San Pedro.
Es cuna de los importantes protagonistas de la historia del Paraguay, los próceres Vicente Ignacio Iturbe y Juana María de Lara, así como de músicos como Rosita Mello, originaria de Santaní.

## Demografía
| Población Histórica del Departamento de San Pedro | Población Histórica del Departamento de San Pedro | Población Histórica del Departamento de San Pedro |
| Año                                               | Habitantes                                        | Fuente                                            |
| ------------------------------------------------- | ------------------------------------------------- | ------------------------------------------------- |
| 1950                                              | 64 534                                            | Censo paraguayo de 1950                           |
| 1962                                              | 91 804                                            | Censo paraguayo de 1962                           |
| 1972                                              | 138 018                                           | Censo paraguayo de 1972                           |
| 1982                                              | 191 002                                           | Censo paraguayo de 1982                           |
| 1992                                              | 280 336                                           | Censo paraguayo de 1992                           |
| 2002                                              | 318 698                                           | Censo paraguayo de 2002                           |
| 2012                                              | 394 169                                           | Censo paraguayo de 2012                           |
| 2022                                              | 341 895                                           | Censo paraguayo de 2022                           |

## Geografía

### Orografía y suelos
En San Pedro el suelo aluvional de material calizo al norte y llanos, esteros y lagunas al sur.
La Serranía de San Joaquín al sur del Departamento en el límite con el Departamento de Caaguazú, se destacan los cerros Curuzú, Corazón, Aguaray, Noviretá, Guaviray y San Miguel. El Cerro Dos de Oro, en Capiibary es también una importante elevación en San Pedro.
Más de la mitad del territorio del departamento es apta para la agricultura y en las zonas ribereñas se practica la ganadería.

### Hidrografía

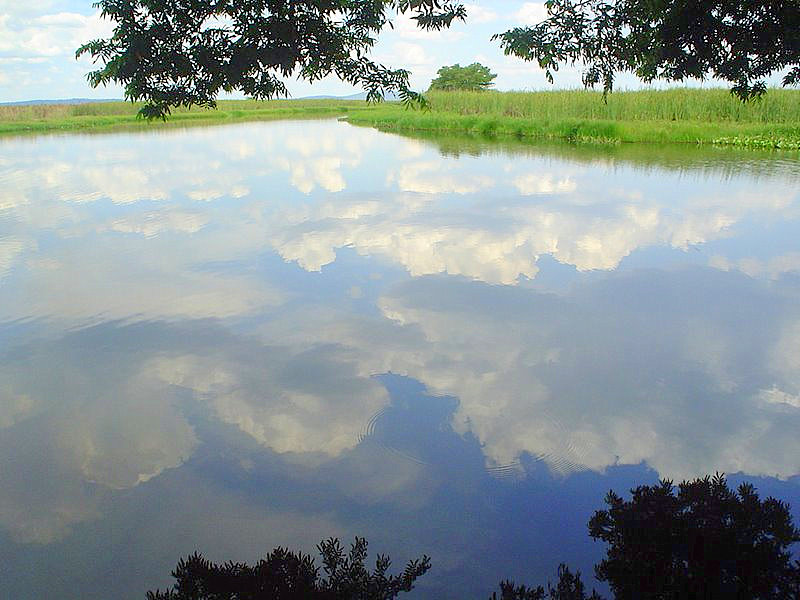
El río Mbutuy, en el distrito de 25 de diciembre.

El río Paraguay es el caudal hídrico más importante de San Pedro, que aparte de constituirse como una histórica vía de transporte y comunicaciones con la ciudad capital Asunción, se constituye fuente de trabajo para los estibadores y pescadores de las poblaciones ribereñas. Este río no sólo bordea toda la zona oeste del Departamento, sino que lo separa de la Región Occidental y sirve de límite con el Departamento de Presidente Hayes.
Los afluentes del río Paraguay son: el Ypané, el Jejuí Guazú, con sus dos afluentes, el Aguaraymi y el Aguaray Guazú, el río Manduvirá, con su afluente el arroyo Tacuatí. Se destaca también el río Corrientes ubicado hacia el este del departamento y el arroyo Mbutuy en 25 de Diciembre.
El arroyo Tapiracuaí, en San Estanislao, es muy conocido por las leyendas que giran en torno a sus aguas, actualmente muy contaminadas por la urbanización.
En San Pedro, abundan los grandes humedales a pesar de su proximidad con el Trópico de Capricornio. Tenemos entonces los esteros de Piripucú, San Antonio, Yetyty, Tapiracuaí, Peguahó, Mbutuy, Tobatiry, los bañados de Aguaracaaty y las lagunas Vera y Blanca, esta última muy visitada por sus paradisíacas playas de arena blanca paracecidas a las que posee el Océano Atlántico. Fue declarada destino turístico nacional por la Secretaría Nacional de Turismo.
Los puertos principales del Departamento de San Pedro sobre el río Paraguay son: Milagro, Colorado, Santa Rosa, Tacurú Pytá, Uno, Laurel, Jejuí, Mbopikua, Santa Elena y Uruguaitá.

### Naturaleza
El territorio del departamento se encuentra entre dos ecorregiones: Selva Central y Litoral Central.
Debido a la deforestación el recurso forestal del departamento es el que más se ha visto afectado, como resultado del aumento de las actividades ganaderas sobre campos naturales.
Algunas especies vegetales en vías de extinción son: yvyra paje, cedro, ñandypa, victoria cruziana. Las especies animales en peligro son: tukâ guasu, guasutî, jakare overo, mbói chini y lobope.
Entre las áreas protegidas de la región figuran parte de la Serranía de San Joaquín, Laguna Blanca, Estero Milagro y los humedales del Mbutuy.

## División administrativa

### Distritos
El departamento está dividido en 22 distritos, citados a continuación municipios:
| N.º | Municipio                 | Población |  |
| --- | ------------------------- | --------- |  |
| 1   | Antequera                 | 4 250     |  |
| 2   | Capiibary                 | 30 570    |  |
| 3   | Choré                     | 23 548    |  |
| 4   | General Elizardo Aquino   | 16 970    |  |
| 5   | General Isidoro Resquín   | 10 019    |  |
| 6   | Guajayvi                  | 28 214    |  |
| 7   | Itacurubí del Rosario     | 10 507    |  |
| 8   | Liberación                | 19 100    |  |
| 9   | Lima                      | 10 303    |  |
| 10  | Nueva Germania            | 5 690     |  |
| 11  | San Estanislao            | 46 405    |  |
| 12  | San Pablo                 | 3 415     |  |
| 13  | San Pedro del Ycuamandyyú | 32 267    |  |
| 14  | Santa Rosa del Aguaray    | 39 643    |  |
| 15  | San Vicente Pancholo      | 11 571    |  |
| 16  | Tacuatí                   | 13 847    |  |
| 17  | Unión                     | 5 032     |  |
| 18  | 25 de Diciembre           | 8 703     |  |
| 19  | Villa del Rosario         | 8 617     |  |
| 20  | Yataity del Norte         | 10 113    |  |
| 21  | Yrybucuá                  | 12 271    |  |
| 22  | Villa del Rosario         | 8 617     |  |
|     | San Pedro                 | 355175    |  |

## Límites
Se sitúa en el centro este de la Región Oriental, entre los paralelos 22° 00' y 23° 30'de latitud sur y entre los meridianos 58° 00' y 56° 06' de latitud oeste. Sus límites son:
- Al Norte: el río Ypané lo separa del Departamento de Concepción.

- Al Sur: el río Manduvirâ y el Arroyo Hondo lo separa del Departamento de Cordillera; además la Cordillera de San Joaquín lo separa del Departamento de Caaguazú.

- Al Este: el río Aguaray Guasu lo separa del Departamento de Amambay; además los ríos Jejuí Guasu, Kuruguaty y Corrientes lo separa del Departamento de Canindeyú.

- Al Oeste: el río Paraguay lo separa del Departamento de Presidente Hayes.

Es el departamento más extenso de la región Oriental, es eminentemente agrícola, ganadero y forestal.

## Clima
El clima del departamento de San Pedro es húmedo y lluvioso. La temperatura media anual es de 23 °C, la mínima es de 10 °C y la máxima es de 40 °C, la humedad relativa es de 70 a 80%. Las precipitaciones alcanzan los 1.324 mm.

## Educación
El número de alumnos matriculados en primaria en el 2002 representa más de cuatro veces el alcanzado en 1962, sin embargo, el aumento notable se observa en la cantidad de matriculados en el nivel secundario, que de poco más de 400 en el año 1962 alcanzan casi 30 000 en el 2002. Tanto el número de locales de los niveles primario y secundario como el total de cargos docentes en primaria han aumentado sucesivamente a través de las décadas. El total de alfabetos, que sólo en los últimos diez años ha aumentado en más de 35.000 personas, absorbe actualmente a más del 90% de la población mayor a 14 años. Poco más del 35% de las personas de 7 años y más de edad asiste actualmente a algún centro de educación formal. En el departamento de San Pedro existen 527 establecimientos de educación inicial, 907 de educación escolar básica y 150 de educación media.

## Economía
La principal actividad es la ganadería, con una moderada explotación de rubros agrícolas y casi ninguna actividad industrial.
Los principales productos de la zona son soja, algodón, caña de azúcar, tabaco, girasol, maíz, poroto, banana, trigo, mandioca, naranjas, pomelo y piña. También cuenta con cultivos de sorgo, mandarina, ajo, habilla, y arveja.
Es considerado el primer productor de tabaco del país, de naranja agria y pomelo y el segundo de producción de naranja dulce.
San Pedro es el segundo departamento en importancia en ganado vacuno y el primero en cuanto a la producción de pavos, el segundo en cuanto a gansos y guineas.
Las industrias que se asientan en la zona son industrias lácteas, balanceados, desmotadoras de algodón, molinos yerbateros y destiladoras de petit grain. En menor cantidad hay aserraderos e industrias de alimentos, así como procesadoras de aceite de coco y almidón, y sus subproductos; así como fábricas de carbón vegetal.
Los aserraderos tienen un importante volumen de producción de maderas de distintos tipos.
Se resalta que el departamento figura como uno de los que mayor rendimiento obtiene (KG/HA) en el cultivo de estevia en Paraguay.

## Comunicación y servicios
Buenos caminos pavimentados, enripiados y terraplenados recorren el departamento, comunicando todos los distritos unos con otros. Las rutas nacionales que cruzan el departamento (y la cantidad de kilómetros en el departamento) son: PY03 (aprox. 100 km), PY08 (aprox. 200 km), PY11 (147 km) y PY22 (224 km).
La vía fluvial la componen los ríos Paraguay, Ypané, Aguaray Guasu y Jejuí, que son navegables y permiten el transporte de madera.
En San Estanislao, San Pedro, Villa del Rosario y Lima existen pistas de aterrizaje para máquinas medianas que permiten la comunicación aérea.
Emisoras de radio en AM son: Radio Ykuamandyju 590 kHz, Ñasaîndy 620 kHz; y en FM son Santaní Comunicaciones, Chorê FM, Radio Amistad FM 91.3 de la ciudad de Gral. Elizardo Aquino, Ciudad FM de San Estanislao, Tapiracuái FM, La voz del Campesino, Libertad FM. También funcionan canales de televisión, correo postal y transporte público de pasajeros y cargas.
Las viviendas ocupadas en San Pedro son 54.707, urbanas 8.251 y rurales 46.456.

## Salud
En cuanto a la salud, San Pedro carece de muy buena atención, ya que es el departamento más pobre del Paraguay, la razón es porque la mayoría de sus habitantes se dedican a la agricultura y la ganadería
|         | 1990/1992 | 2000/2001 | 2010  |
| ------- | --------- | --------- | ----- |
| Total   | 50,43     | 52,94     | 59,78 |
| Hombres | 41,66     | 49,60     | 56,30 |
| Mujeres | 54,71     | 59,62     | 62,87 |

## Turismo
En San Pedro, la ciudad capital del departamento, existe una catedral que data de 1854, el Museo Histórico del Señor Francisco Resquin y la Casa de la Cultura son lugares turísticos muy interesantes. El Ykua Mandyju, una fuente de agua emergente, se ubica a orillas del río Jejuí, posee playas de arena blanca.
En Itacurubí del Rosario, el Ykua Salas es muy visitado por los turistas.
Laguna Blanca, en el distrito de Santa Rosa del Aguaray, es un sitio ecológico y turístico, comprende un lago que está asentado sobre arena calcárea y las aguas son totalmente transparentes.
En San Estanislao, la Casa de la Cultura y el Museo Histórico, que fue el primer colegio jesuita, luego fue cuartel general del mariscal López, en época de la Guerra de la Triple Alianza.